# یانوویتس-لشنگکی
یانوویتس-لشنگکی (به لاتین: Janowiec-Leśniki) یک روستا در لهستان است که در گمینا یانوویتس کوشچیلنه واقع شده‌است.